# Карабетівка
Карабетівка (біл. вёска Карабетаўка) — село в складі Червенського району Мінської області, Білорусь. Село підпорядковане Колодезькій сільській раді, розташоване в центральній частині області.